# Паоло Венето
Паоло Венето (или Паулус Венетус; 1369—1429) был католическим философом, богословом, логиком и метафизиком Ордена Святого Августина.

## Биография
Паоло родился, согласно летописям своего ордена, в Удине, около 1369 года, и умер в Венеции 15 июня 1429 года. Имя при рождении Паоло Николетти. Он присоединился к августовскому ордену в возрасте 14 лет в монастыре Санто-Стефано в Венеции. По некоторым данным, в 1390 году его отправили в Оксфорд для обучения теологии, но он вернулся в Италию и окончил курс в университете Падуи, став в 1405 году доктором искусств и теологии. Он читал лекции в университетах Падуи, Сиены, Перуджи и Болоньи в первой четверти XV века. Он также был учителем Паоло да Пергола.
В 1409 году Паоло был назначен папой Григорием XII настоятелем Августинского ордена, а также служил послом в Венецианской республике. Павел был одним из теологов, призванных в Рим в 1427 году папой Мартином V для защиты от обвинений в ереси святого Бернардино Сиенского, вызванных использованием Бернардино надписей имени Иисуса в богослужении. В 1429 году Павел умер в Падуе, когда заканчивал свой комментарий к сочинению Аристотеля «О душе».

## Воззрения
Философия Паоло относится к реалистическому течению средневековой мысли. Вслед за Джоном Уиклиффом и последовавшими за ним последующими оксонцами Паоло продолжил развивать эту новую разновидность реализма, что усилило оппозицию Уолтера Берли к номинализму. Метафизические тезисы Павла проистекают из мыслей Дунса Скота, который отстаивал свою доктрину единства бытия и существования универсальных форм объектов вне психики человека. Паоло также поддержал понятие Скота о подлинной идентичности и формальном различии между сущностью и бытием, наряду с понятием «это» как принципа, индивидуализирующего нас. На Паоло также оказали влияние и другие мыслители схоластического периода, в том числе доминиканские мыслители Альберт Великий и Фома Аквинский, а также его коллега-августинец Джайлс из Рима. Паоло также критиковал работы и доктрины номиналистов четырнадцатого века, таких как Уильям Оккам, Жан Буридан и Марсилий Ингенский, и иногда сравнивал тезисы этих мыслителей друг с другом, чтобы показать слабость их позиции.

## Работы
Его сочинения показывают широкие знания и интерес к научным проблемам своего времени.
- Комментарии к произведениям Аристотеля:
  - Expositio in libros Posteriorum Aristotelis.
  - Expositio super VIII libros Physicorum necnon super Commento Averrois (1409).
  - Expositio super libros De generatione et corruptione.
  - Lectura super librum De Anima.
  - Conclusiones Ethicorum.
  - Conclusiones Politicorum.
  - Expositio super Praedicabilia et Praedicamenta (1428).
- Работы в области логики:
  - Logica Parva или Tractatus Summularum (1395—96).
  - Logica Magna (1397—98).
  - Quadratura.
  - Sophismata Aurea.
- Другие работы:
  - Super Primum Sententiarum Johannis de Ripa Lecturae Abbreviatio (1401).
  - Summa Philophiae Naturalis (1408).
  - De compositione mundi.
  - Quaestiones adversus Judaeos.
  - Sermones.